# Alexys Nycole Sanchez
Alexys Nycole Sanchez (Moses Lake, Washington állam, 2003. június 29.–) amerikai színésznő, aki Becky Feder szerepéről a legismertebb, amit a 2010-es Nagyfiúk c. vígjátékban, illetve annak folytatásában, a Nagyfiúk 2.-ben (2013) játszott.

## Filmográfia

### Filmek
| Év   | Cím         | Eredeti cím | Szerep      | Magyar hang  | Rendező      |
| ---- | ----------- | ----------- | ----------- | ------------ | ------------ |
| 2010 | Nagyfiúk    | Grown Ups   | Becky Feder | Koller Virág | Dennis Dugan |
| 2013 | Nagyfiúk 2. | Grown Ups 2 | Becky Feder | Koller Virág | Dennis Dugan |

## Díjak és jelölések
| Év   | Díj              | Kategória   | Jelölt film | Eredmény |
| ---- | ---------------- | ----------- | ----------- | -------- |
| 2011 | MTV Movie Awards | Legjobb sor | Nagyfiúk    | Elnyerte |

## Fordítás
- Ez a szócikk részben vagy egészben  az   Alexys Nycole Sanchez című angol Wikipédia-szócikk fordításán alapul.  Az eredeti cikk szerkesztőit annak laptörténete sorolja fel. Ez a jelzés csupán a megfogalmazás eredetét és a szerzői jogokat jelzi, nem szolgál a cikkben szereplő információk forrásmegjelöléseként.